# 女優 原田ヒサ子
『女優 原田ヒサ子』（じょゆう はらだヒサこ）は、2020年3月28日に公開された短編映画。監督は女優の原田美枝子。原田の母である原田ヒサ子が主演。第2次世界大戦を経験し、戦後はアルバイトをしながら原田を含む3人の子どもを育て上げた原田ヒサ子の生涯を描く。なお、全国公開に先がけて、2020年2月7日に座・高円寺ドキュメンタリーフェスティバルで上映され、上映後には原田が登壇してトークイベントを行った。

## 概要
母であるヒサ子の短編映画を撮ろうと思ったきっかけは母親の人生を映像にしたらどうなるかという思いからだったと原田は語る。既に認知症が進んでいるヒサ子が「私、15から女優をやっているの」と娘である原田の人生を自分のことのように話し始めたので、すぐに撮影する必要があったという。15歳で女優デビューしてから2020年現在も第一線で活躍している原田にとって、映画のスタッフとして務めるのは初めて。よってマイクの位置や他の人の動きなどをどうするかなどの撮影に関する苦労も多かったようで、自分が“撮る側”における新たな景色を見ることができたと述懐している。なお、この短編映画には原田の子ども達である長男・石橋大河（VFXアーティスト）、長女・優河（シンガーソングライター）、次女・石橋静河も参加している。

## 出演者
- 原田美枝子
- 原田ヒサ子（原田美枝子の母）
- 石橋大河（原田美枝子の長男 / VFXアーティスト）[1]
- 石橋エマニュエル（石橋大河の妻 / エステティシャン）
- 優河（原田美枝子の長女 / シンガーソングライター）
- 石橋静河（原田美枝子の次女 / 女優）

## スタッフ
- 制作・撮影・編集・監督：原田美枝子
- 撮影：廣田達也、鈴木昭子
- 録音：鈴木昭彦、石橋大河
- ヘアメイク・着付け：Eita、池添匡紘
- スタイリスト：坂本久仁子、馬渕友野
- 美術協力：鈴木浩二
- 船形ロケ協力：福島良博
- 編集協力：平田龍馬
- 協力：MOTHERS AND SONSのスタッフのみなさん、医療社団法人 永寿会 三鷹中央リハケアセンター
- 協力：三鷹市牟礼老人保健施設 はなかいどう、MY Promotion Inc.
- ポスターデザイン：瀬崎幹太
- WEB制作：AladdinCreation 原田一生、PAGOTA factory

## 挿入歌
『瞬く星の夜に』
作詞・作曲・歌：優河、ピアノ演奏：林正樹
『glass land』
演奏：tricolor、作曲：長尾晃司

## 評価
山崎裕（カメラマン / 座・高円寺ドキュメンタリーフェスティバル プログラムディレクター）
母に対する感情はドキュメンタリーの存在そのものを豊かにしてくれている。
廣木隆一（映画監督）
女優である原田美枝子にしか創れない映画であると思う。家族全員の記憶がとても自然に描かれている。何よりカチンコが鳴った瞬間に一気に女優の顔になる母が凄い。